# 7811 Zhaojiuzhang
7811 Zhaojiuzhang è un asteroide della fascia principale. Scoperto nel 1982, presenta un'orbita caratterizzata da un semiasse maggiore pari a 2,6785888 UA e da un'eccentricità di 0,1045112, inclinata di 13,55150° rispetto all'eclittica.
L'asteroide è dedicato allo scienziato cinese Zhao Jiuzhang che guidò il progetto del primo satellite artificiale cinese.